# 聖公會愛丁堡教區
聖公會愛丁堡教區（英語：Diocese of Edinburgh）是蘇格蘭聖公會的一個教區。成立於1633年。
轄區包括愛丁堡、東洛錫安、西洛錫安、福爾柯克和蘇格蘭邊區，座堂是聖母主教座堂。現任主教為約翰·阿姆斯。